# Ansted-Lexington

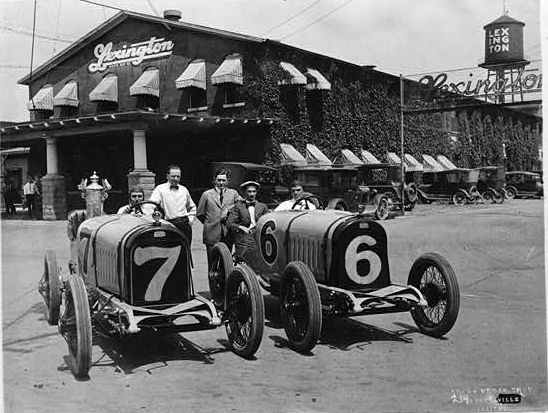
Завод «Lexington Motor Company» в штате Индиана (1920 год). На фото показаны автомобили Lexington, предтечи Ansted-Lexington

Ansted-Lexington (рус. Анстед-Лексингтон) — легковой автомобиль производившийся в Соединённых Штатах Америки в первой половине XX века компанией «Lexington Motor Company».
Автомобиль «Анстед-Лексингтон» нередко называют просто «Анстед», однако это неверно, ибо «Ansted» — это другая модель автомобиля, (которая стала выпускаться через четыре года после того, как «A-L» был снят с производства) хотя и очень похожая на «Ansted-Lexington» (автомобили отличаются только эмблемами, радиаторами и колпаками).
«Анстед-Лексингтон» производился в Соединённых Штатах только в 1922 году, поэтому их было выпущено очень немного и поэтому «Ansted-Lexington» является настоящим техническим раритетом. Автомобиль был специально разработан на заводе Лексингтон в городе Коннерсвилле в штате Индиана специально как спортивный родстер и эмблемой слегка затюнингованной «Анстед».
Автомобиль «Анстед-Лексингтон» — по-настоящему роскошным автомобилем своего времени; его цена составляла 4500 долларов США.